# Храм Казанской иконы Божией Матери (Гавана)
Хра́м Каза́нской ико́ны Бо́жией Ма́тери (исп. Templo del Icono de Kazán de N. S. Santísima Madre de Dios) — православный храм в городе Гавана на Кубе. Находится в юрисдикции Отдела внешних церковных связей Русской православной церкви. Настоятель — священник Савва Гаглоев. Храм построен на берегу Гаванской бухты в Старой Гаване на углу улиц Сан-Педро и Санта-Клара.

## История

### Предыстория
Первые богослужения на Кубе священники Русской православной церкви начали совершать в 2001 году. Сначала они проходили в российском торгпредстве, затем — в посольстве, позднее — в католической церкви.
В 2003 году недалеко от будущего русского храма была возобновлена церковь святителя Николая Чудотворца в юрисдикции Константинопольского патриархата (первоначально построена в 1950 году во имя Константина и Елены), которая была освящена в январе 2004 года Вселенским Патриархом Варфоломеем I.

### Строительство храма
Строительство русского православного храма было начато 14 ноября 2004 года по инициативе руководителя Кубы Фиделя Кастро, который, согласно его воспоминаниям, «предложил построить собор Русской православной церкви в столице Кубы как памятник российско-кубинской дружбе».
Закладной камень освятил митрополит Смоленский и Калининградский Кирилл (Гундяев) (с 2009 года — Патриарх Московский и всея Руси). Проект Казанского собора разработал российский архитектор Алексей Воронцов. Проект был одобрен официальным историком Гаваны Эусебио Леалем, который специально приезжал в Москву для обсуждения этого вопроса и встречался с Патриархом Алексием II. Прораб стройки — 60-летний кубинский инженер Педро Родригес Санчес.
Строительство велось на средства кубинских властей. Из 1,5 миллионов долларов США Московский патриархат оплатил 245 тысяч долларов на расселение жилого дома, находившегося на месте храма.
Из Москвы были доставлены отдельные элементы убранства храма (купола, покрытие пола) и церковная утварь.
С марта 2008 года в храме начались регулярные богослужения.

### Освящение собора
Храм был освящён 19 октября 2008 года митрополитом Смоленским Кириллом (Гундяевым) в присутствии Главы Кубинского государства Рауля Кастро.

Храм в Гаване задумывался и строился как памятник российско-кубинской дружбы, как выражение благодарности нашему народу, который внёс огромный вклад в сохранение Кубы как самостоятельного государства, в развитие её экономического потенциала.
— Митрополит Кирилл

## Архитектура, убранство храма
Казанский храм пятиглавый, построен в традициях древнерусского зодчества, имеет шатровую колокольню в стиле XVII века. Несущие конструкции храма — железобетонные, стены выложены из кирпича.
Своим планом Казанская церковь несколько напоминает Благовещенский собор Московского Кремля. Главное помещение находится на высоком подклете.
Храм выходит на улицу алтарной частью, чтобы войти внутрь, необходимо подняться по одной из двух лестниц и пройти через открытую паперть.
Высота церкви — около 30 метров, размеры главного помещения 18 на 18 метров. Оно может вместить 500 молящихся.
В храме установлен трехъярусный иконостас.
Главный престол посвящён Казанской иконе Божией Матери.

## Святыни
- Икона с частицей мощей преподобного Серафима Саровского, написанная в Свято-Троицком Серафимо-Дивеевском монастыре[14].

## Настоятели храма
1. Иеромонах Маркелл (Фанышев) — (2004 — июль 2006[15], †2017[16]);
2. Иеромонах Меркурий (Горбов) — (июль 2006 — октябрь 2007[17]);
3. Протоиерей Владимир Клюев — (октябрь 2007 — март 2009[18]);
4. Протоиерей Вячеслав Бачин — (апрель 2009 — май 2011[19]);
5. Протоиерей Димитрий Орехов — (30 мая 2011 — апрель 2017[20]);
6. Священник Савва Гаглоев — с апреля 2017 года[1].